# Dendronetria
Dendronetria is een geslacht van spinnen uit de familie hangmatspinnen (Linyphiidae).

## Soorten
De volgende soorten zijn bij het geslacht ingedeeld:
- Dendronetria humilis Millidge & Russell-Smith, 1992
- Dendronetria obscura Millidge & Russell-Smith, 1992